# الدججا
الدججا (به لاتین: Eldgjá) یک منطقهٔ مسکونی در ایسلند است که در ایسلند واقع شده‌است.